# Albert Samuel Gatschet

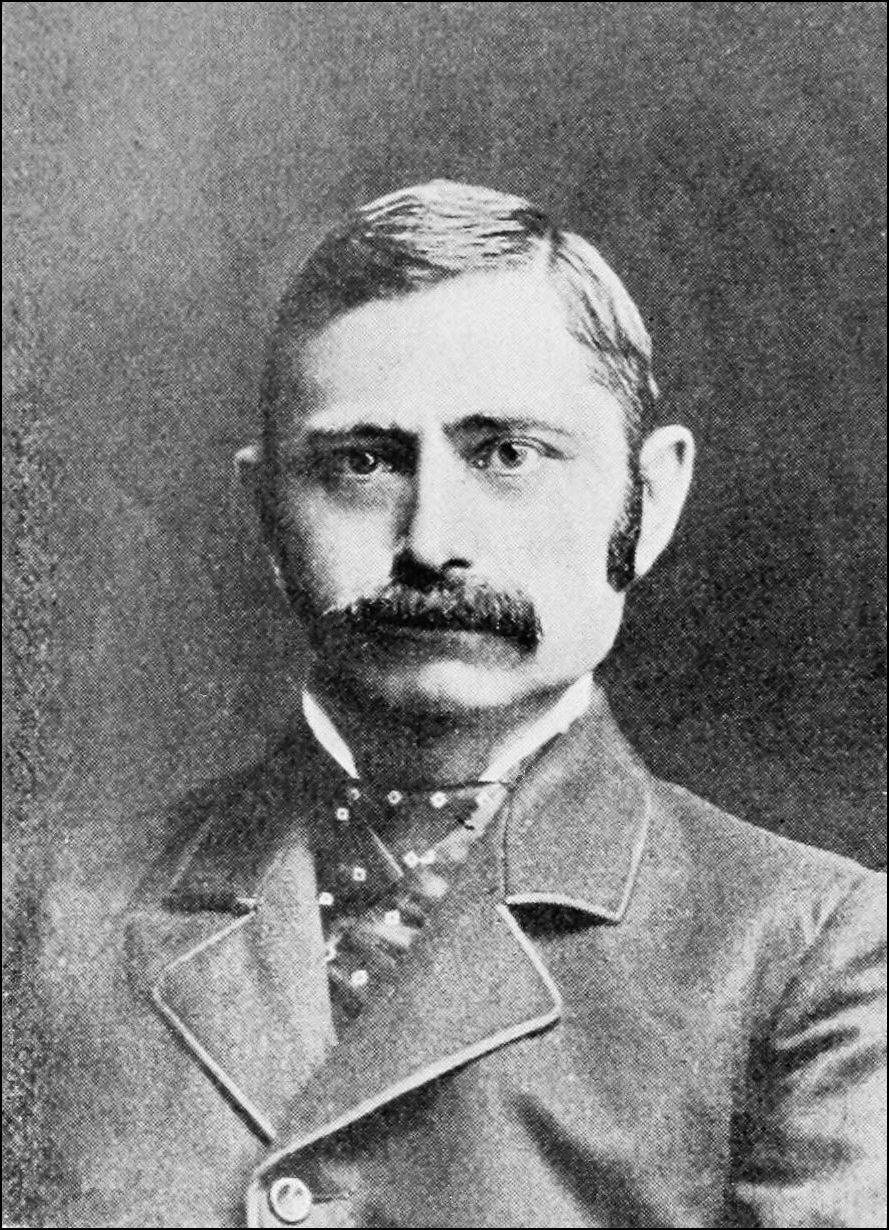
Albert Samuel Gatschet (1832-1907).

Albert Samuel Gatschet (Beatenberg, 3 de octubre de 1832 – Washington D. C., 16 de marzo de 1907) fue un etnólogo nacido en Suiza.
Educado como lingüista en la Universidad de Berna y la Universidad de Berlín. Tras su llegada a los Estados Unidos, fue pionero en el estudio de las lenguas nativas americanas. En 1877 fue etnólogo del United States Geological Survey. En 1879 se hizo miembro del Bureau of American Ethnology.
Gatschet publicó sus observaciones del pueblo Karankawa de Texas. Su estudio de los Klamath, publicado en 1890, se ha reconocido como excepcional.